# 天主教秘魯的哈恩宗座代牧區
天主教秘魯的哈恩宗座代牧區（拉丁語：Vicariatus Apostolicus Giennensis in Peruvia seu Sancti Francisci Xaverii）是秘魯一個羅馬天主教宗座代牧區，直屬教廷。
聖方濟沙勿略宗座監牧區成立於1946年1月11日，1971年4月25日升為代牧區。1980年11月20日易名至今。
代牧區包括亞馬孫大區北部和卡哈馬卡大區北部。2010年有教友403,900人（佔轄區總人口77.8%）、廿四個堂區、卅六名司鐸。現任宗座代牧為聖地牙哥·馬利亞·加西亞-德拉拉西利亞·多明戈斯。